# 勞雷爾斯普林斯 (新澤西州)
勞雷爾斯普林斯（英語：Laurel Springs）是位於美國新澤西州康登縣的自治市鎮。

## 人口
根據2020年美國人口普查的數據，勞雷爾斯普林斯的面積為1.19平方千米，當中陸地面積為1.17平方千米，而水域面積為0.02平方千米。當地共有人口1978人，而人口密度為每平方千米1,662人。